# Edwin Adner
Gustaf Edwin Adner, född 18 mars 1887 i Nordmalings församling, död 26 november 1947 i Själevads församling, var en svensk överingenjör vid Mo och Domsjö AB. 

## Biografi
Adner blev civilingenjör 1909 och efter anställningar som konstruktör och ritare i Tyskland och USA var han chef för vattenkraftsanläggningen vid Gideå bruk och Gråbacka 1913-17. Han gick 1917 över till en befattning som överingenjör vid Mo & Domsjö AB där han blev disponent 1944.
Adner var vice ordförande i Svenska pappers- och cellulosaingenjörsföreningen 1938-43 och från 1944 i Svenska cellulosaföreningen.
Han var vice ordförande i Svenska teknologföreningen 1944-46 och invaldes 1941 som ledamot av Ingenjörsvetenskapsakademien.